# Štadión pod Zoborom
Štadión pod Zoborom là một sân vận động đa chức năng ở Nitra, Slovakia. Nó chủ yếu được dùng để tổ chức trận đấu bóng đá. Đây là sân nhà của Câu lạc bộ Nitra và có sức chứa là 7.480 người

## Tái cấu trúc
Vào năm 2018, cuộc tái cấu trúc sân vận động bắt đầu. Chi phí ước tính là 7.9 triệu €. Chính phủ Slovakia chi trả  2.4 triệu € tổng chi phí. Thành phố Nitra chi 5.5 triệu €

## Trận đấu quốc tế
Štadión pod Zoborom đã từng tổ chức 2 trận giao hữu của Đội tuyển bóng đá quốc gia Slovakia.
| 27 tháng 3 năm 1996 Giao hữu quốc tế | Slovakia                                                                      | 4–0      | Belarus | Nitra, Slovakia                                                                    |  |
| Trận 18                              | - Július Šimon 24' - Jaroslav Timko 32' - Marek Ujlaky 61' - Jozef Juriga 83' | Chi tiết |         | Sân vận động: Štadión pod Zoborom Lượng khán giả: 3,058 Trọng tài: Marek Kowalczyk |  |

| 24 tháng 5 năm 2000 Giao hữu quốc tế | Slovakia            | 1–1      | Ả Rập Xê Út         | Nitra, Slovakia                   |  |
| Trận 69                              | Vladimír Kožuch 37' | Chi tiết | Nawaf Al Temyat 12' | Sân vận động: Štadión pod Zoborom |  |